# پلان آزاد

محیط یک ادراه که بصورت پلان آزاد طراحی شده است

پلان آزاد یکی از پیشنهادهای لوکوربوزیه معمار و شهرساز سویسی مشهور بود، که وی در اوایل سال‌های ۱۹۲۶، پیشنهادهای جدیدی برای طراحی معماری نوین ارائه داده بود. وی نظریه خود دربارهٔ استفاده از پلان آزاد در طراحی را به این شکل ارائه نمود که پلان‌های معماری همواره از جزرهای باربر پیروی می‌کردند و در حقیقت این جرزهای باربر ساختمان بودند که نوع طراحی را مشخص می‌نمودند. وی به این نکته اشاره کرد که استفاده از بتن مسلح، می‌تواند یک حاصل فوق العاده داشته باشد و آن طراحی در فرم و ساختار پلان آزاد است.  در حقیقت پیشروی لوکوربوزیه در شکستن اجبار استفاده از دیوارهای باربر، نقطه شروعی بر یکی از نوین‌ترین فرم‌های طراحی معماری بود.

## تعریف
استفاده از پلان آزاد، یک اصطلاح کلی مورد استفاده  برای طراحی معماری داخلی است. طراحی با پلان‌هایی که در آن فضاها به صورت باز و بزرگ دیده می‌شوند و حداقل کوچک سازی و محدود کردن در آن اتفاق می‌افتد. در مورد این ایده نوین طراحی همین کافی است که طراحی در فرم پلان آزاد یعنی رهایی از هر نوع محدودیت در انقباض و انبساط افقی پلان و امکان ایجاد یک ساختار، با ارزش برابر در تمام محیط.

## استفاده در طراحی
استفاده از پلان آزاد در محیط‌های اداری (به انگلیسی: Open Office)، در اوایل سال ۱۹۵۰ آغاز شد. در ابتدا، ایده  این که محیط‌های کاری از اتاق‌های محدود و بسته به محیط‌های باز و بدون پوشش تبدیل شوند، مخالفان و منتقدان زیادی داشت. اما به تدریج به یکی از محبوب‌ترین روش‌های طراحی دفاتر اداری تبدیل شد. استفاده از محیط‌ هایی که باز و بدون مرز بندی بودند باعث شد تا بسیاری مزایای این نوع طراحی را به مرور زمان درک و اجرا کنند. استفاده از فرصت‌های بیشتر برای مشاهده و آموختن از نیروهای خبره و یادگیری نا خودآگاه در اثر کار کردن کنار با تجربه‌ها، از اولین بازخوردهای این نوع طراحی در دفاتر کار بودند.